# Château de Lauvergnac
Le château de Lauvergnac est un manoir qui se situe sur la commune de La Turballe, dans le département français de la Loire-Atlantique.

## Présentation
Le toponyme de Lauvergnac vient du Breton signifiant : région où poussent les aulnes.

### Propriétaires
La famille de Lauvergnac est à l'origine du château, siège de la seigneurie du même nom attestée dès 1395, avec droit de basse justice et de moyenne justice. Elle semble s'être fondue par alliance au XVe siècle à celle des Le Pennec, originaire de Batz-sur-Mer.
Pierre Le Pennec est anobli le 15 août 1433 par le duc Jean V de Bretagne pour services rendus pendant le siège de Pouancé de 1432.  L'« hébergement de Lauvergnac » entre dans son patrimoine en 1463 et il agrandit la seigneurie par rachat de terres aux alentours.
En 1673, le domaine est vendu à Pierre de La Haye, seigneur de Silz. En 1749, Marie Vincente de La Haye le cède à Jacques Anne de La Bourdonnaye, seigneur de Boishullin (noblesse parlementaire de Rennes). Son fils, Anne François Augustin de La Bourdonnaye, né à Guérande en 1747, grandit à Lauvergnac.
Le château passe par mariage dans la famille Le Pourceau de Mondoret en 1773, puis en 1855 dans la famille de Geloes d'Elsloo, qui réalise les travaux donnant à l'édifice sa configuration actuelle. En ce milieu du XIXe siècle, le domaine s'étend sur 300 ha et comprend quatre fermes, trois moulins et cent hectares de pâtures sur les falaises. La famille Geloes d'Elsloo conserve la propriété jusqu'en 2005.

### Architecture
Dans sa forme actuelle, le château est essentiellement bâti au XIXe siècle par le comte de Geloës d'Elsloo, selon le style troubadour alors en vogue. Il commande la construction de la galerie vitrée qui donne sur le parc, le déplacement et la surélévation d'une des deux tours crénelées qui était précédemment liée au mur d’enceinte, la porte en faux arc, la reconstruction de la chapelle privée Sainte-Barbe avec ses vitraux et sa flèche élancée. De cette époque date également le corps de logis attenant, orné de gargouilles en plomb aux formes animales (singe, crocodile, salamandre). Le château conserve toutefois des éléments plus anciens, comme un pavillon Renaissance de la seconde moitié du XVIe siècle.

### Galerie

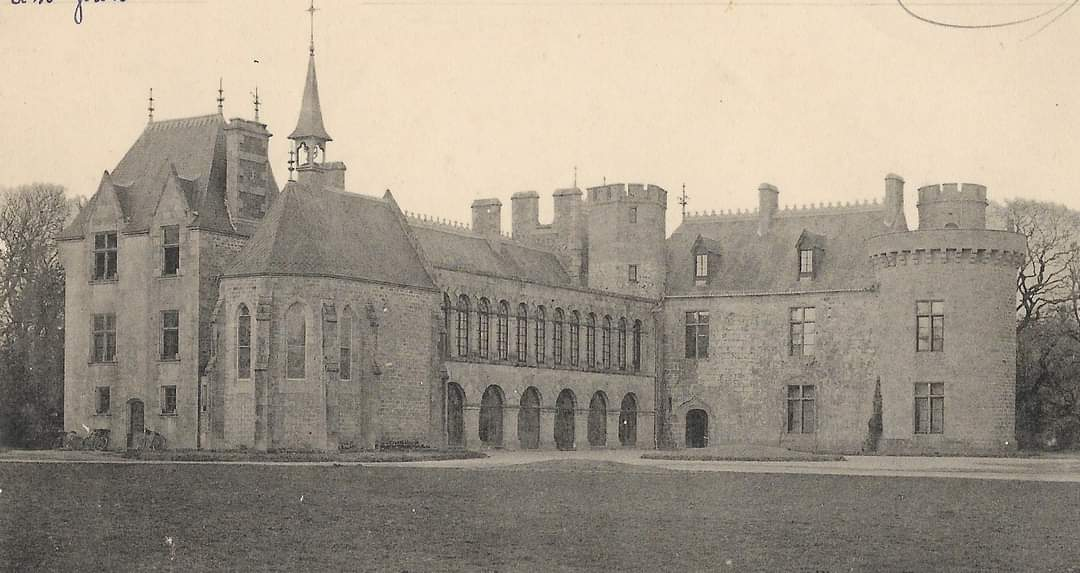
Château de  Lauvergnac vers le début du XXe siècle
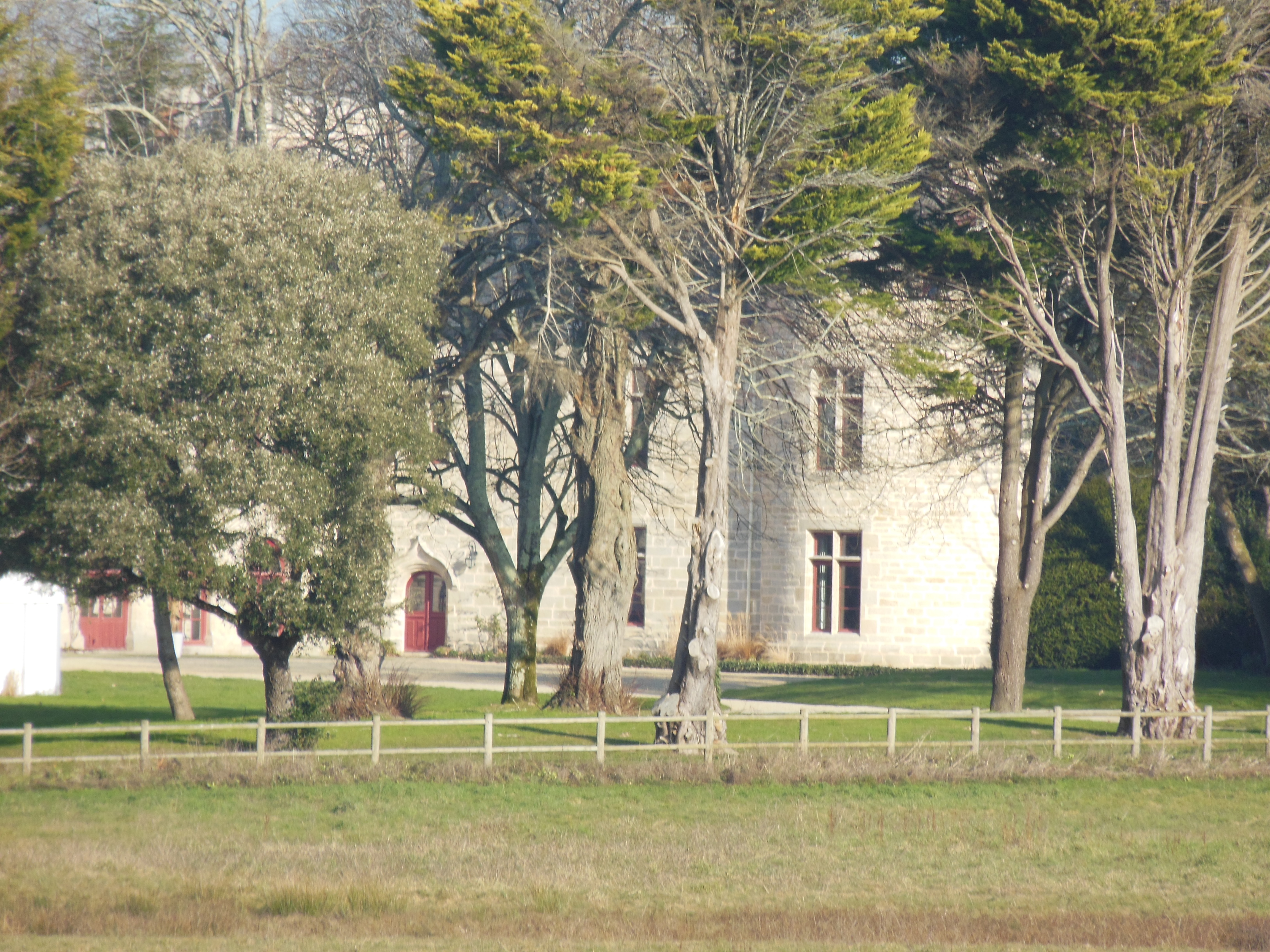
Autre aperçu du château.
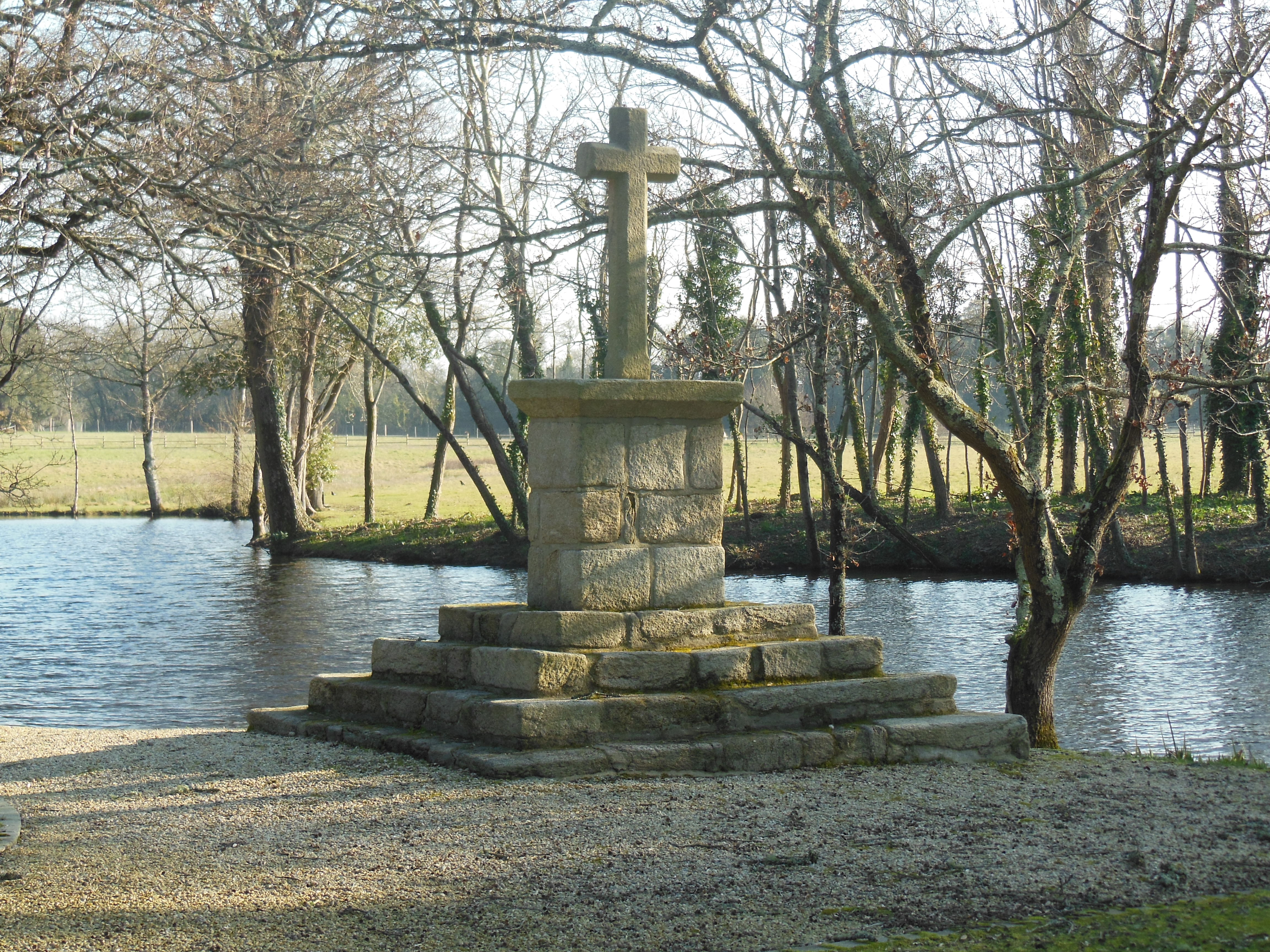
Croix Nely, à l'entrée du château.